# 오치정 (시마네현)
오치정(邑智町)은 시마네현 중앙부에 위치했던 정이며 오치군에 속했다. 2004년, 다이와촌과 합병해 미사토정이 되었다.

## 역사
- 1955년 2월 1일 - 6개의 촌이 합병해 성립하였다.
- 2004년 10월 1일 - 다이와촌과 합병해 미사토정이 성립하였다. 동일 오치정은 폐지되었다.

## 교통

### 철도
- 서일본 여객철도 산코 선

### 도로
- 국도 제184호선
- 국도 제375호선 (일본)(일본어판)